# 扬州市图书馆

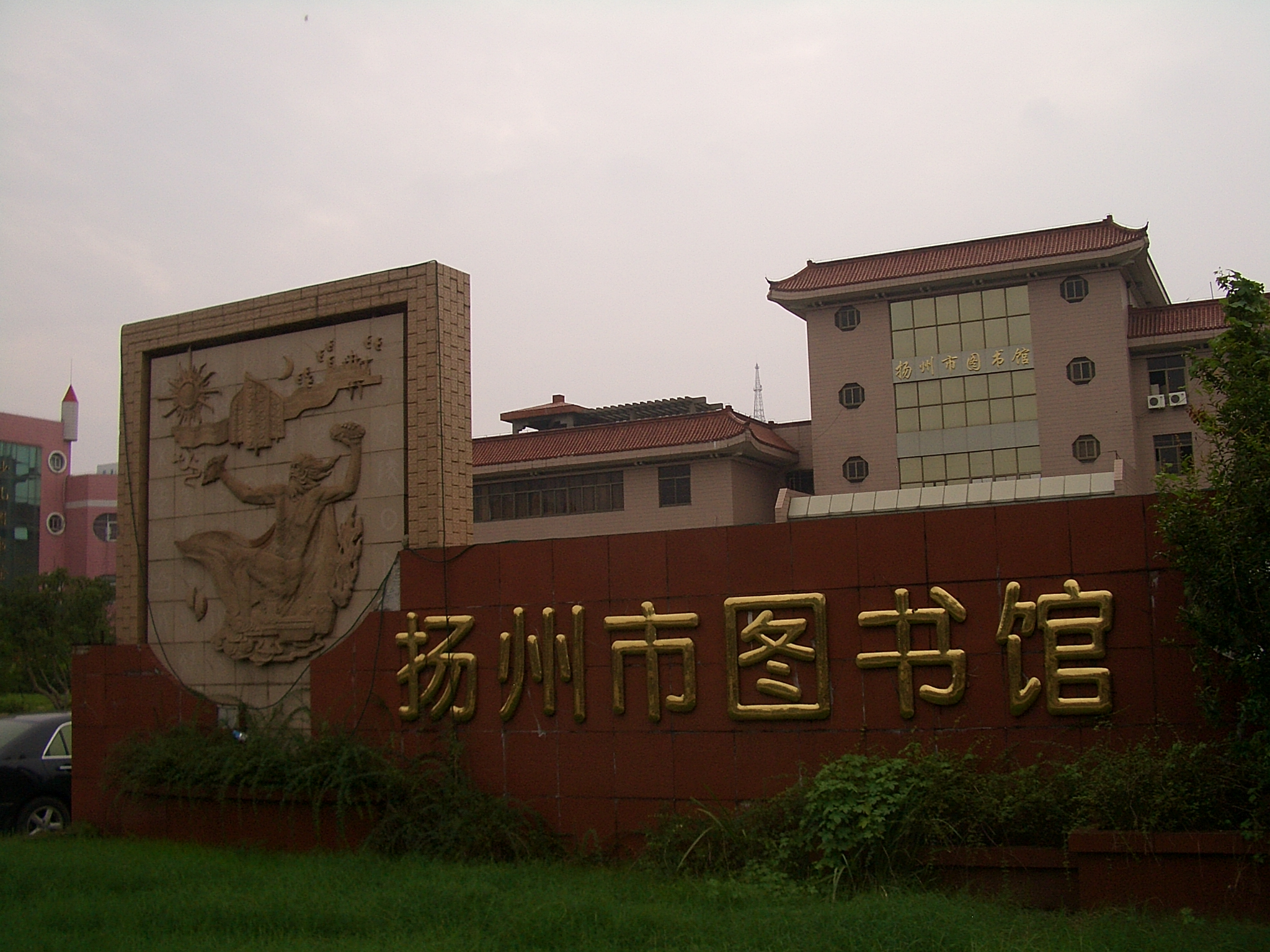
扬州市图书馆（2008年）

扬州市图书馆為位於中國江蘇省揚州市的圖書館，現為國家一級圖書館。扬州市图书馆原名苏北图书馆，创建于1950年3月，1953年更名为江苏省扬州图书馆，1956年在江都、泰州两地设立分馆，1957年改为现名。现有藏书70多万册。

## 外部連結
- 扬州市图书馆 （页面存档备份，存于）